# Marie Alexandrine Snoy
Pour les articles homonymes, voir Snoy.
Séraphine Snoy, née Marie Alexandrine Barbe Snoy, née en 1704 à Malines, est une noble religieuse cistercienne qui fut la 41e et dernière abbesse de l'abbaye de la Cambre en 1757, morte en 1794. Elle aurait pris le nom de Séraphine en souvenir d'une sœur née en 1702, morte enfant, qu'elle affectionnait beaucoup. Stéphanie Snoy eut un frère jésuite, un autre chanoine de Saint-Servais à Maastricht, et deux sœurs carmélites.
Elle était la fille de Jean III Charles Snoy, (1655-1714): Vicomt d'Horzeele et Seigneur de Weert;
et de noble dame Claire Wynants. Son Grand-pere fut Jean I Charles Snoy (1618-1689) Sgr d'Oppuers, Elsbroeck et Weert 1er  Baron d'Oppuers.

## Héraldique
d'argent, à trois quintefeuilles de sable, boutonnées et barbées d'or
Devise : « Amor et Fides »

## Histoire
« Après la Guerre de Trente Ans, la Cambre est épargnée par le passage des armées. Quatre abbesses, Marie-Ernestine de Gand-Vilain (1712-1718), Louise Dellano y Velasco (1718-1735), Benoîte Anthony (1718-1757) et Séraphine Snoy (1757-1794) mettent cette période à profit pour réaliser les transformations et les embellissements qui lui confèrent sa physionomie actuelle. »

## Galerie

Abbaye de la Cambre
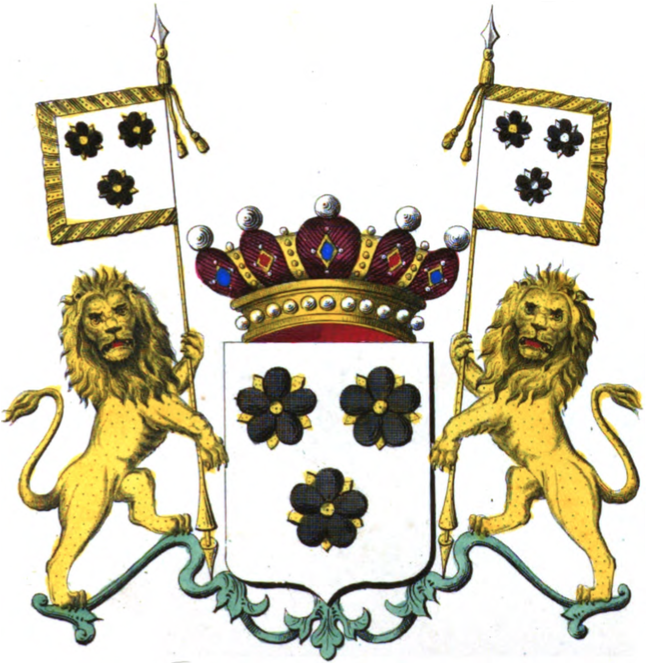
Armoiries des Seigneurs d'Oppuers
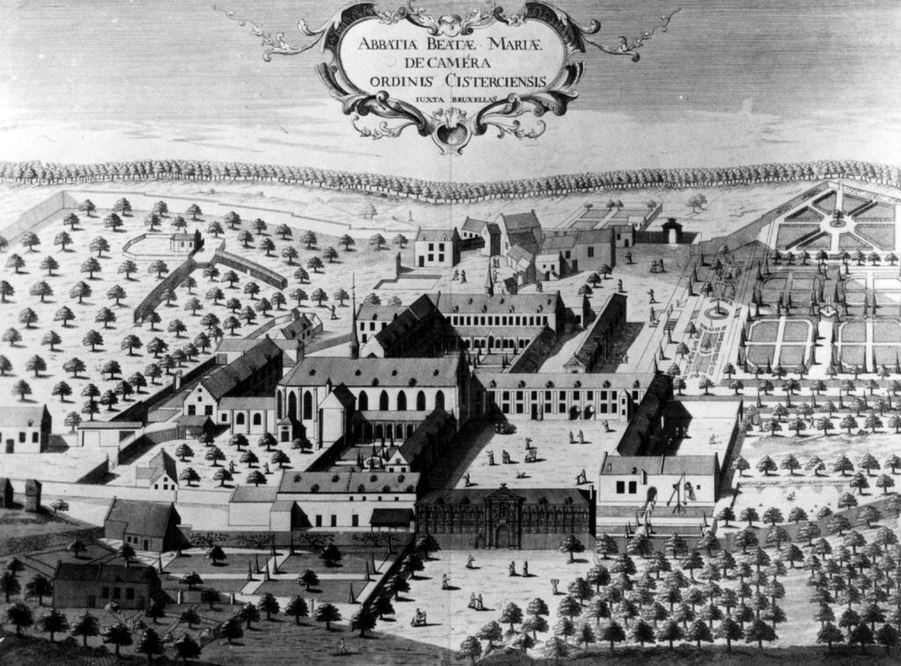
L' abbaye de la Cambre au XVIIIe siècle, gravure non signée attribuée à Jacques Harrewijn illustrant la Chorographia sacra Brabantiae d'Antoine Sandérus (1659)
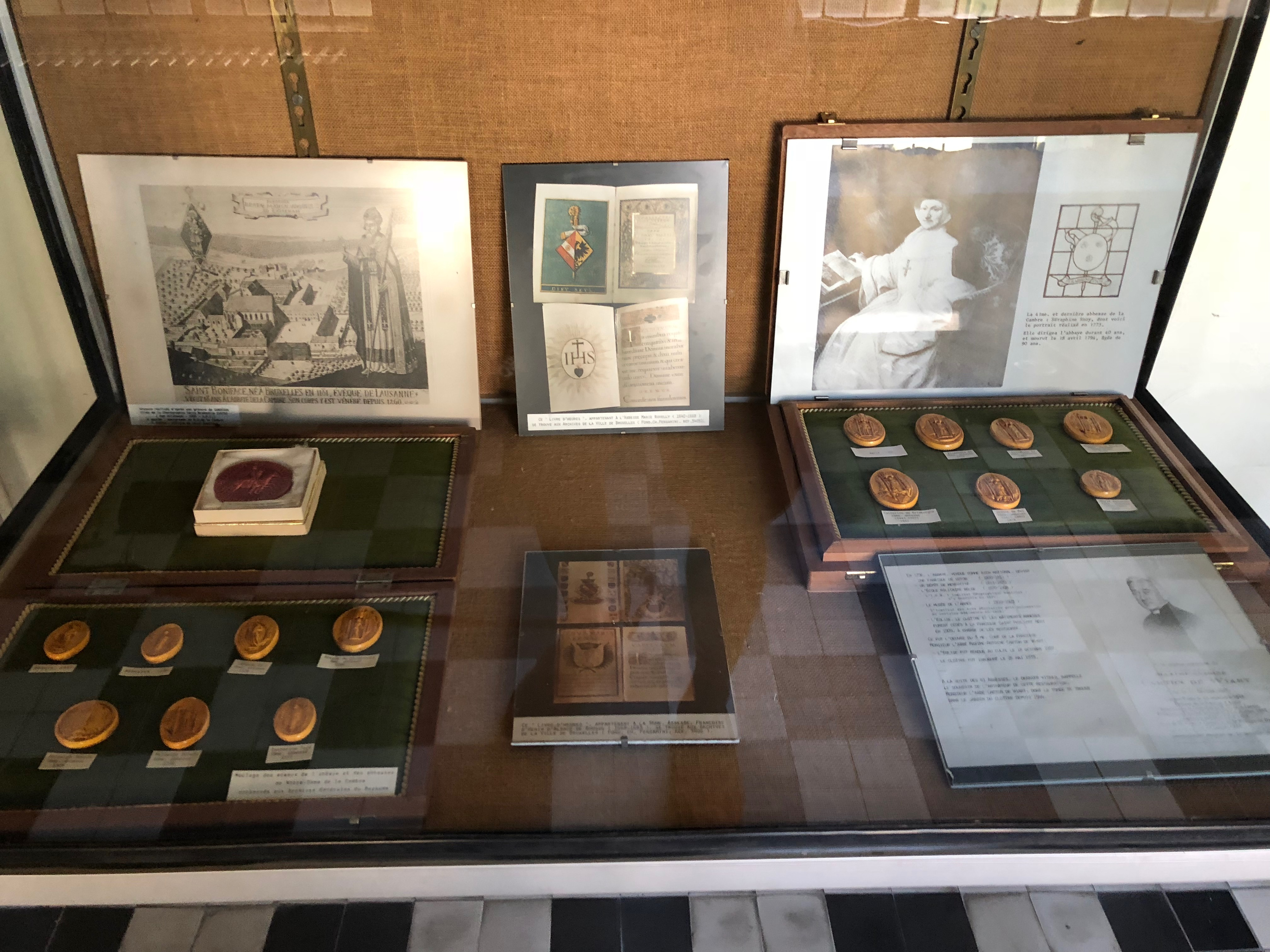
Vitrine du cloître